# Црвени терор (СССР)
Црвени терор (рус. красный террор) у Совјетској Русији била је кампања политичке репресије и погубљења коју су спроводили бољшевици, углавном преко Чеке, бољшевичке тајне полиције. Почело је крајем августа 1918. након почетка Руског грађанског рата и трајао до 1922.
Настао након покушаја атентата на Владимира Лењина и вођу Петроградске Чеке Мојсеја Урицког, од којих је последњи био успешан, Црвени терор је направљен по узору на владавину терора Француске револуције и настојао је да елиминише политичко неслагање, опозицију и све друга претња бољшевичкој моћи. У ширем смислу, термин се обично примењује на бољшевичку политичку репресију током грађанског рата (1917–1922), за разлику од белог терора који је спроводила Бела армија (руске и неруске трупе против бољшевичке власти) против својих политичких непријатеља, укључујући бољшевике.
Процене укупног броја жртава бољшевичке репресије веома се разликују по броју и обиму. Један извор даје процене о 28.000 погубљења годишње од децембра 1917. до фебруара 1922 Процене за број људи стрељаних током почетног периода Црвеног терора су најмање 10.000. Процене за цео период иду од најнижих од 50.000 до највиших од 140.000 и 200.000 погубљених. Најпоузданије процене о укупном броју погубљења износе око 100.000.
Црвени терор је био оправдан у совјетској историографији као ратна кампања против контрареволуционара током Руског грађанског рата 1918–1921, усмерена на оне који су стали на страну Белог покрета. Бољшевици су све противбољшевичке фракције називали белима, без обзира да ли су те фракције заиста подржавале беле.

## Историја
Сматра се да је кампања црвеног терора званично отпочела између 17. и 30. августа 1918. као одмазда за два покушаја атентата (од којих је један био успешан). Међутим, званична одлука о "црвеном терору" стигла је неколико дана касније, у септембру.
У децембру 1917. Феликс Џержински је постављен на дужност да искорењује контрареволуционарне претње совјетској влади. Био је директор Сверуске ванредне комисије (ака Чека ), претходника КГБ-а који је служио као тајна полиција за Совјете.
Од почетка 1918. бољшевици су почели физичку елиминацију опозиције и других социјалистичких и револуционарних фракција.
Дана 11. августа 1918. године, пре догађаја који су званично катализовали терор, Владимир Лењин је послао телеграме „да уведе масовни терор“ у Нижњи Новгород као одговор на сумњиву цивилну побуну тамо, и да „сломи“ земљопоседнике у Пензи који су пружали отпор, понекад насилно, реквизиција њиховог жита од стране војних одреда.
Леонид Канегисер је 17. августа 1918. године убио вођу Петроградске Чеке Мојсеја Урицког; убрзо након тога, 30. августа, Фани Каплан је безуспешно покушала да убије Владимира Лењина.
Ови напади би коначно убедили владу да послуша лобирање Џержинског за подизање нивоа унутрашње безбедности. Кампања масовне репресије ће званично почети након тога као одмазда.
Док се опорављао од рањавања, Лењин је поручио: „Неопходно је – тајно и хитно припремити терор. Као непосредан одговор на два напада, чекисти су убили око 1.300 „буржоаских талаца“ држаних у затворима у Петрограду и Кронштату.
Бољшевичке новине су биле посебно важне за подстицање ескалације државног насиља: 31. августа, државни медији су покренули репресивну кампању подстицањем на насиље. Један чланак који се појавио у Правди узвикнуо је: „Дошло је време да згромимо буржоазију или да будемо сломљени од ње... Химна радничке класе биће песма мржње и освете!“ Следећег дана, лист Краснаиа Газета је навео да „само реке крви могу искупити крв Лењина и Урицког“.
Прво званично саопштење о Црвеном терору објављено је у Известијама 3. септембра, под насловом „Апел радничкој класи“, позивајући раднике да „масовним терором сломе хидру контрареволуције!“; такође би јасно ставио до знања да ће „свако ко се усуди да шири и најмању гласину против совјетског режима одмах бити ухапшен и послат у концентрациони логор”. Известија је такође известила да је за 4 дана од покушаја Лењина само у Петрограду погубљено преко 500 талаца.
Након тога, 5. септембра, Централни комитет бољшевичке владе издао је декрет „О црвеном терору“, прописујући „масовно стрељање“ да се „изврши без оклевања;“ декретом је наређено Чеки „да обезбеди Совјетску Републику од класних непријатеља изоловањем у концентрационе логоре“, као и изјавом да се контрареволуционари „морају стрељати стрељањем [и] да се морају јавно објавити имена стрељаних и разлози погубљења.“
Влада је погубила 500 „представника свргнутих класа“ (кулака) непосредно након убиства Урицког.  Совјетски комесар Григориј Петровски позвао је на ширење терора и „тренутни крај лабавости и нежности“.
У октобру 1918. командант Чеке Мартин Лацис упоредио је Црвени терор са класним ратом, објашњавајући да „ми уништавамо буржоазију као класу“.
Дана 15. октобра, водећи чекиста Глеб Бокиј, сумирајући званично окончани црвени терор, известио је да је у Петрограду стрељано 800 наводних непријатеља, а још 6.229 затворено. Жртве у прва два месеца биле су између 10.000 и 15.000 на основу спискова погубљених по кратком поступку објављених у листу Cheka Weekl и другој званичној штампи.
Како је грађански рат у Русији одмицао, значајан број затвореника, осумњичених и талаца је погубљен јер су припадали „поседничким класама“. Бројеви су забележени за градове које су заузели бољшевици: У Харкову је било између 2.000 и 3.000 погубљења у фебруару–јуну 1919. и још 1.000–2.000 када је град поново заузет у децембру те године; у Ростову на Дону, око 1.000 у јануару 1920; у Одеси, 2.200 у мају–августу 1919, затим 1.500–3.000 између фебруара 1920. и фебруара 1921.; у Кијеву, најмање 3.000 у фебруару–августу 1919; у Екатеринодару, најмање 3.000 између августа 1920. и фебруара 1921.; У Армавиру, малом граду на Кубану, између 2.000 и 3.000 у августу – октобру 1920. Листа би се могла наставити у недоглед.
На Криму су Бела Кун и Розалија Земљачка, уз одобрење Владимира Лењина, 50.000 белих ратних заробљеника и цивила по кратком поступку погубили стрељањем или вешањем након пораза генерала Петра Врангела крајем 1920. године. Обећана им је амнестија ако се предају. Ово је један од највећих масакра у грађанском рату.
Дана 16. марта 1919, сви војни одреди Чеке уједињени су у јединствено тело, Трупе за унутрашњу одбрану Републике, које су 1921. бројале 200.000. Ове трупе су контролисале радне логоре, управљале системом Гулага, спроводиле продразвјорстку (реквизиције хране) и гасиле побуне сељака, немире радника и побуне у Црвеној армији (коју су мучила дезертерства).
Један од главних организатора Црвеног терора за бољшевичку владу био је армијски комесар другог реда Јан Карлович Берзин (1889–1938), чије је право име било Петерис Кузис. Учествовао је у Октобарској револуцији 1917, а потом је радио у централном апарату Чеке. Током Црвеног терора, Берзин је покренуо систем узимања и стрељања талаца како би зауставио дезертерство и друге "чинове нелојалности и саботаже". Као начелник посебног одељења Летонске Црвене армије (касније 15. армије), Берзин је учествовао у гушењу побуне руских морнара у Кронштату у марту 1921. Посебно се истакао у гоњењу, хватању и убијању заробљених морнара.

## Репресије
Међу жртвама црвеног терора били су царисти, либерали, небољшевички социјалисти, припадници свештенства, обични криминалци, контрареволуционари и други политички дисиденти. Касније су на мети били и индустријски радници који нису испунили производне квоте.
Прве жртве терора били су социјалистички револуционари (СР). Током месеци кампање, преко 800 припадника СР-а је погубљено, док је на хиљаде њих отерано у прогонство или заточено у радним логорима. За неколико недеља, егзекуције које је извршила Чека удвостручиле су или утростручиле износ смртних казни које је изрекла Руска империја током свог 92-годишњег периода од 1825. до 1917. Док су социјалистички револуционари у почетку били примарна мета терора, већина његових жртава била је повезана са царском аутократијом.

### Сељаци
Унутрашње трупе Чеке и Црвене армије практиковале су тактике терора, узимања и погубљења бројних талаца, често у вези са дезертерством насилно мобилисаних сељака. Према Орланду Фигесу, више од 1 милиона људи дезертирало је из Црвене армије 1918, око 2 милиона људи је дезертирало 1919, а скоро 4 милион дезертера побегло је из Црвене армије 1921. Око 500.000 дезертера ухапшено је 1919. и близу 800.000 1920. од стране трупа Чеке и специјалних дивизија створених за борбу против дезертерства. Хиљаде дезертера је убијено, а њихове породице су често узимане као таоци.
Септембра 1918. године, у само дванаест покрајина Русије, ухапшено је 48.735 дезертера и 7.325 разбојника: 1.826 је погубљено, а 2.230 депортовано.
Процене сугеришу да је током гушења Тамбовске побуне 1920–1921, око 100.000 сељака побуњеника и њихових породица било затворено или депортовано, а можда је до 15.000 погубљено.
Ова кампања је означила почетак упостављања гулага, а неки научници процењују да је до септембра 1921. затворено 70.000 (овај број не укључује оне у неколико логора у регионима који су били у побуни, као што је Тамбов). Услови у овим логорима довели су до високе стопе смртности, а дешавали су се и "поновљени масакри". Чека у логору Кхолмогори је усвојила праксу дављења везаних затвореника у оближњој реци Двини. Повремено су читави затвори били „испражњени“ од затвореника масовним стрељањима пре него што су град напустили белим снагама.

### Индустријски радници
Дана 16. марта 1919. Чека је упала у фабрику у Путилову. Ухапшено је више од 900 радника који су ступили у штрајк, од којих је више од 200 погубљено без суђења током наредних неколико дана. У пролеће 1919 . године десили су се бројни штрајкови у градовима Тула, Орел, Твер, Иваново и Астрахан. Изгладњели радници су настојали да добију оброке хране који одговарају војницима Црвене армије. Такође су тражили укидање привилегија за бољшевике, слободу штампе и слободне изборе. Чека је немилосрдно гушила све штрајкове, користећи хапшења и погубљења.
У граду Астрахану избила је побуна коју су предводиле снаге беле гарде. Припремајући ову побуну, Бели су успели да прокријумчаре у град више од 3000 пушака и митраљеза. Вође завере одлучиле су да делују у ноћи 9-10 марта 1919. Побуњеницима су се придружили имућни сељаци са села, који су потиснули Комитете сиромашних, а извршили масакре над сеоским активистима. Очевици су известили о зверствима у селима као што су Иванчуг, Чаган, Каралат. Као одговор, совјетске снаге на челу са Кировом преузеле су обавезу да угуше ову побуну у селима и заједно са Комитетима сиромашних обновиле совјетску власт. Побуна у Астрахану је стављена под контролу 10. марта, а потпуно поражена 12. Више од 184 осуђено је на смрт, укључујући монархисте и представнике кадета, левих социјалистичких револуционара, поновљене преступнике и особе за које се показало да имају везе са британским и америчким обавештајним службама. Опозициони медији са политичким противницима попут Чернова, Мелгунова и других ће касније рећи да је између 2.000 и 4.000 стрељано или утопљено од 12. до 14. марта 1919.
Међутим, штрајкови су настављени. Лењин је био забринут због напете ситуације у вези са радницима у региону Урала. Он је 29. јануара 1920. године послао телеграм Владимиру Смирнову у коме је рекао: „Чуди ме што ово трпите и не кажњавате саботажу пуцњавом; такође кашњење око пребацивања локомотива овде је исто тако манифестна саботажа; узмите највише. одлучне мере“.
У то време било је бројних извештаја да су иследници Чеке користили мучење. У Одеси је Чека везала беле официре за даске и полако их стављала у пећи или резервоаре са кључалом водом; у Харкову, скалпинговање и љуштење руку било је уобичајено: кожа се гулила са руку жртава да би се добиле „рукавице“; Вороњешка чека је ваљала голе људе у бурадима изнутра начичканим ексерима; жртве су разапете или каменоване до смрти у Дњепропетровску; чека у Кременчуку је набијала на колац припаднике свештенства и живе закопала побуњене сељаке; у Орлу се водом поливали наге затворенике везане на зимским улицама све док нису постали живи смрзнути; у Кијеву, кинеске чеке поставиле су пацове у гвоздене цеви затворене на једном крају жичаном мрежом, а други постављене уз тело затвореника, при чему су цеви загрејане све док пацови не прогризу тело жртве у покушају да побегну.
Погубљења су се одвијала у затворским подрумима или двориштима, или повремено на периферији града, током Црвеног терора и Руског грађанског рата. Након што су осуђеницима скинули одећу и друге ствари, људи су или убијани митраљезом у групама или су слани појединачно из револвера. Они који су убијени у затвору обично су пуцани у потиљак при уласку у погубљени подрум, који је био затрпан лешевима и натопљен крвљу. Жртве које су убијене ван града транспортоване су камионима, везане и зачепљене уста, до места погубљења, где су их понекад терали да сами копају гробове.
Према речима Едварда Раџинског, „постала је уобичајена пракса узети мужа за таоца и чекати да му жена дође и купи његов живот својим телом“. Током декозацијације, било је масакри, према историчару Роберту Гелателију, „нечувених размера“. Пјатигорска чека је организовала „дан црвеног терора“ да би погубила 300 људи у једном дану и узела квоте из сваког дела града. Према чекисти Карлу Ландеру, чека у Кисловодску, „у недостатку боље идеје“, побила је све пацијенте у болници. Само у октобру 1920. године погубљено је више од 6.000 људи. Гелатели додаје да су комунистички лидери „покушали да оправдају своје етнички масакре тако што су их укључили у рубрику класне борбе.

### Свештенство и верници
Посебно бруталним злостављањима били су изложени припадници свештенства. Према документима које је цитирао Александар Јаковљев, тадашњи председник Председничког комитета за рехабилитацију жртава политичке репресије, свештеници, монаси и монахиње су разапети, бачени у котлове са кипућим катраном, скалпирани, задављени, причешћивани растопљеним оловом и удављени у рупе у леду. Процењује се да је само 1918. убијено око 3.000. људи.

## Тумачења историчара
Историчари као што су Стефан Куртоа и Ричард Пајпс су тврдили да су бољшевици морали да искористе терор да би остали на власти јер им је недостајала подршка народа. Иако су бољшевици доминирали међу радницима, војницима и у својим револуционарним совјетима, освојили су мање од четвртине гласова на изборима за Уставотворну скупштину одржаним убрзо након Октобарске револуције, пошто су имали много мању подршку међу сељаштво. Избори за Уставотворну скупштину претходили су расцепу између десних струја СР-а, који су се супротстављали бољшевицима, и левих СР-а, који су били њихови коалициони партнери, па су многи гласови сељака намењени овим последњима отишли у руке СР-а. Масовни штрајкови руских радника били су "немилосрдно" угушени током Црвеног терора.
Према Ричарду Пајпсу, терор је био неизбежно оправдан Лењиновим уверењем да су људски животи потрошни у циљу изградње новог поретка комунизма. Пајпс је цитирао Марксово запажање о класној борби у Француској у 19. веку: „Садашња генерација личи на Јевреје које је Мојсије водио кроз пустињу. Она не само да мора да освоји нови свет, већ мора и да пропадне да би направила места за људе који су способни за нови свет“, али је приметио да ни Карл Маркс ни Фридрих Енгелс нису подстицали масовна убиства. Роберт Конквест је био уверен да „терор без преседана мора изгледати неопходно при идеолошки мотивисаним покушајима да се друштво масовно и брзо трансформише, противно његовим природним могућностима“.
Став Орланда Фајџиза је био да је црвени терор био имплицитан, не толико у самом марксизму, колико у бурном насиљу руске револуције. Он је приметио да постоји известан број бољшевика, предвођених Левом Камењевим, Николајем Бухарином и Михаилом Олминским, који су критиковали те акције и упозорили да ће захваљујући „Лењиновом насилном преузимању власти и његовом одбацивању демократије“ бољшевици бити „присиљени да се све више окрећу терору како би ућуткали своје политичке критичаре и потчинили друштво које нису могли да контролишу другим средствима“. Фајџиз такође тврди да је Црвени терор избио одоздо. То је од самог почетка био саставни елемент социјалне револуције. Бољшевици су подстицали, али нису створили овај масовни терор. Све главне институције терора су обликоване, барем делимично, као одговор на ове притиске одоздо.“
Немачки марксиста Карл Кауцки наговарао је Лењина да не користи насиље као облик тероризма јер је било неселективно, намењено застрашивању цивилног становништва и укључивало узимање и погубљење талаца: „Међу појавама за које је бољшевизам био одговоран, тероризам који почиње са укидањем сваког облика слободе штампе, а завршава се системом масовног извршења, свакако је најупечатљивија и најодвратнија од свих“.
Џејмс Рајан истиче да се Лењин никада није залагао за физичко истребљење целокупне буржоазије као класе, већ само за погубљење оних који су били активно укључени у супротстављање и подривање бољшевичке власти. Он јесте намеравао да доведе до „рушења и потпуног укидања буржоазије“, али ненасилним политичким и економским средствима.
Лешек Колаковски је приметио да док су бољшевици (посебно Лењин) били веома фокусирани на марксистички концепт „насилне револуције“ и диктатуре пролетаријата много пре Октобарске револуције, спровођење диктатуре је Лењин јасно дефинисао још 1906. године, када је тврдио је да то мора укључивати „неограничену моћ засновану на сили, а не на закону“, моћ која је „апсолутно неограничена било каквим правилима и заснована директно на насиљу“. У Држави и револуцији 1917. Лењин је још једном поновио аргументе Маркса и Енгелса позивајући на употребу терора. Троцки је тврдио да је у светлу историјског материјализма довољно да је насиље успешно да оправда своју исправност. Троцки је такође представио и пружио идеолошко оправдање за многе будуће карактеристике које карактеришу бољшевички систем као што су „милитаризација рада“ и концентрациони логори.

## Значај
Црвени терор је био значајан јер је био прва од бројних комунистичких терористичких кампања које су вођене у Совјетској Русији и многим другим земљама.  Такође је покренуо руски грађански рат према историчару Ричарду Пајпсу. Мењшевик Јулије Мартов је писао о црвеном терору.
Термин 'црвени терор' је касније коришћен у односу на друге кампање насиља које су водиле комунистичке групе или групе које су повезане са њом. Неки други догађаји који су такође названи "црвени терор" укључују:
- Мађарски црвени терор — погубљење 590 људи који су били оптужени да су умешани у контрареволуционарни пуч против Мађарске совјетске републике 24. јуна 1919.
- Шпански црвени терор — атентати који су извршени током Шпанског грађанског рата.
- Црвени терор (Грчка) — кампања репресије коју су у Грчкој водиле комунистичке организације грчког отпора (током осовинске окупације Грчке која се поклопила са Другим светским ратом ) и Грчког грађанског рата (1943–49).[38]
- Етиопски црвени терор — кампања репресије коју су водили Дерг током владавине Менгистуа Хјлеа Маријама.
- Кинески црвени терор — кампања репресије за коју се верује да је почела црвеним августом Културне револуције. Према самом Мао Цедунгу: „Црвени терор би требало да буде наш одговор овим контрареволуционарима. Морамо, посебно у ратним зонама и у пограничним областима, да се одмах, брзо позабавимо сваком врстом контрареволуционарне активности.“[39]
- Индијски црвени терор — назив који је дат „ нандиграмском насиљу “ (новембар 2007.) у Нандиграму, Западни Бенгал, критичари га користе како би алудирали на поступке локалне администрације Комунистичке партије Индије, владајуће партије у Западном Бенгалу.[40] Ситуацију су медији назвали и "црвеним терором".[41]
- Фински црвени терор — Грађански рат у Финској 1918.
- Југословенски црвени терор — други назив за период од 1941. до 1942. у Југославији познат као „лијева скретања“.